# Lindsaea mesarum
Lindsaea mesarum là một loài thực vật có mạch trong họ Dennstaedtiaceae. Loài này được K.U. Kramer miêu tả khoa học đầu tiên năm 1989.